# Johann Paul von Leoprechting
Johann Paul von Leoprechting (* 1594 in Oberellenbach; † 28. November 1672 in Regensburg) stammte aus der Familie der Leonprechtinger. Er wurde für eine geistliche Laufbahn bestimmt und erhielt 1619 als Mitglied des Regensburger Domkapitels eine  Kanonikalpräbende, ab 1622 war er Domkapitular.
Ab 1650 oblag ihm für die Zeit der Abwesenheit des Bischofs Franz Wilhelm von Wartenberg zusammen mit zwei weiteren Würdenträgern die „Disposition in kirchlichen Dingen“ im Bistum Regensburg. Nicht erfolgreich war sein Versuch der Errichtung eines Diözesanpriesterseminars in St. Wolfgang. Er starb als Senior des Domkapitels.
Bekannt ist das von ihm zwischen 1650 und 1670 fortgeführte Wappenbuch Catalogus Aller deren des Frstlen Hochstifts Regensburg geweßten Bischouen, Thumbbrobsten, Thumdechantenm vnd thumherren Namen und Wappen ... angefangen 1650. Dieses war von dem Domherrn Hans Christoph von Stingelheim begonnen worden. Nach dem Tod des Johann Paul von Leoprechting wurde es fortgesetzt von Abt Bernhard Baillie von dem Benediktinerkloster St. Jakob, dann von dem Regensburger Weihbischof Adam Ernst von Bernclau und nach diesem von dem  letzten Abt des Schottenklosters vor der Säkularisation, Benedikt Arbuthnot. Das Manuskript beginnt mit einem Katalog der Regensburger Bischöfe, dann kommen die Wappen der Inhaber der Erbämter des Hochstifts, sodann folgen die Bischöfe bis 1719, die Dompröpste von 1205 bis 1761, die Domdechanten von 1145 bis 1759 und die Kanoniker von 753 bis 1761. Das Manuskript wird von einem Register abgeschlossen. Die enthaltenen ca. 800 Namen und Wappen sind eine wichtige Quelle für die Geschichte des Bistums. Allerdings sind die frühen Bischöfe und deren Wappen nicht authentisch, sondern Phantasieprodukte.